# Єремієвська
Єремі́євська (рос. Еремеевская) — присілок у складі Котельницького району Кіровської області, Росія. Входить до складу Покровського сільського поселення.

## Населення
Населення становить 9 осіб (2010, 17 у 2002).
Національний склад станом на 2002 рік — росіяни 100 %.

## Історія
Присілок відомий із середини 17 століття як Введенський. Назву отримав від Введенсько-Новодівичого монастиря, заснованого 1676 року у Котельнічі ієромонахом Ігнатієм Кожиним. 1749 року монастир був ліквідований. 1859 року присілок згадується вже як Єремієвська, проживало у ньому 67 осіб. Станом на 1891 рік у присілку проживало 108 осіб, у 1926 році — 135 осіб.